# Packard Super Eight

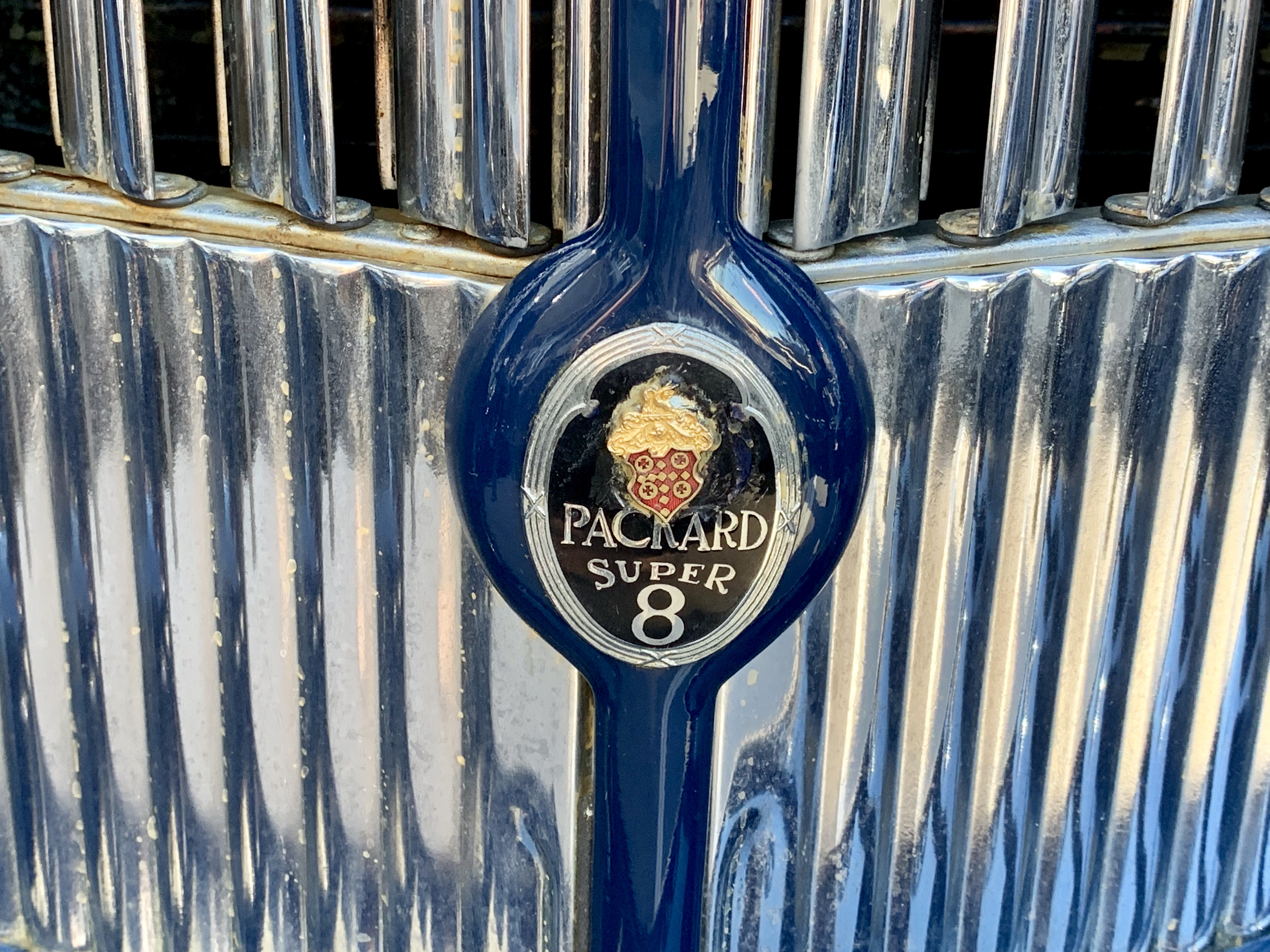
Detalle de la insignia y del radiador de un Packard Super 8 de 1937

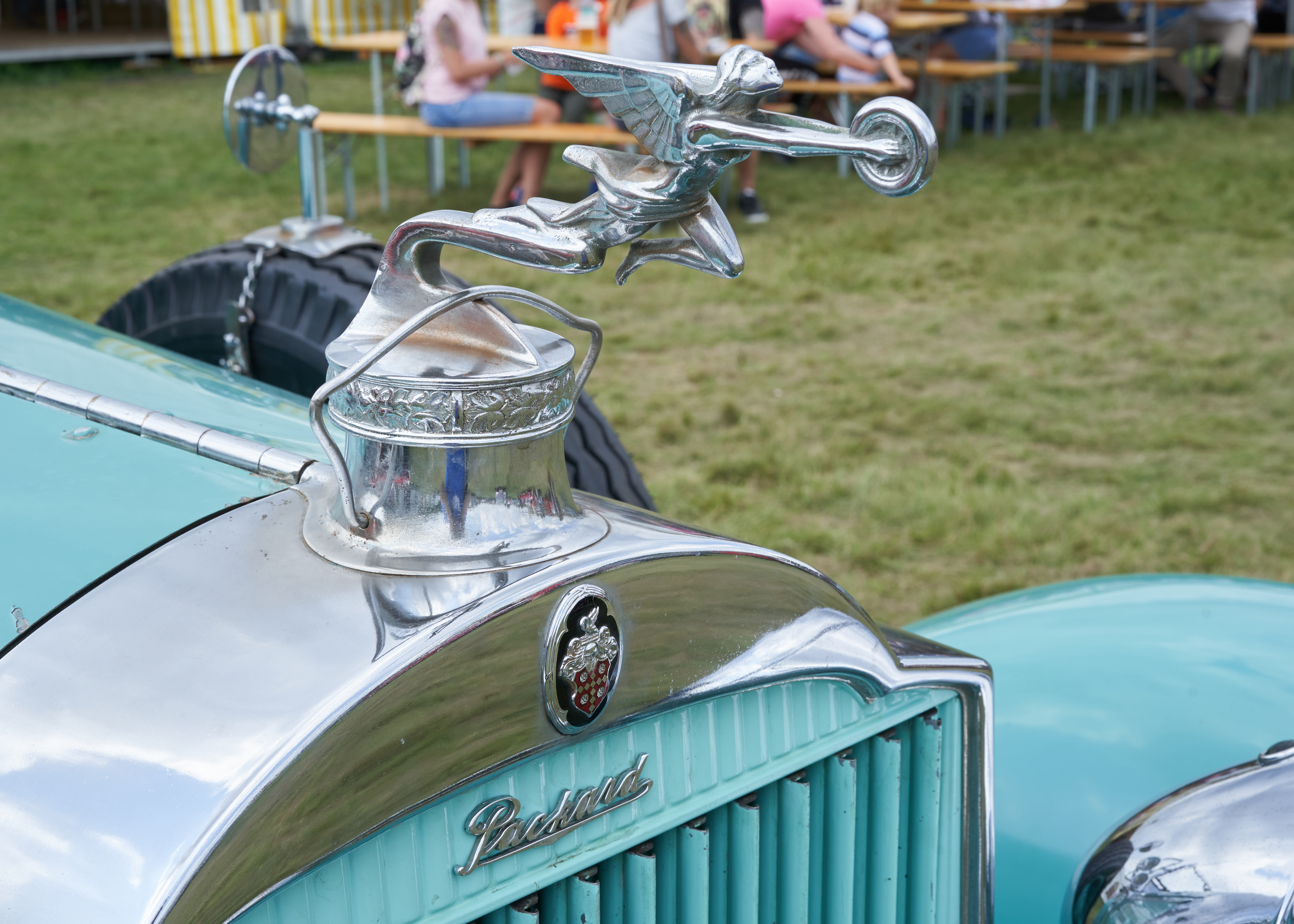
Adorno de capó

El Packard Super Eight fue el más grande de los dos automóviles de lujo con motor de ocho cilindros en línea producidos por la Packard Motor Car Company de Detroit, Míchigan. Compartía bastidor y algunos tipos de carrocería con un modelo superior, el Packard Twelve. En 1937, se redujo a un diseño más pequeño y ligero. Con el paso del tiempo, el Packard Super Eight de 1933-1936 se ha convertido en un conocido modelo clásico.

## Historia
Tras el cese de la producción del Packard Twelve tras el modelo del año 1939, se diseñó el nuevo Super Eight One-Eighty a partir del Super Eight, pasando a ser la nueva gama superior de automóviles de la firma. El Super Eight pasó a llamarse Packard Super Eight One-Sixty. Estos dos modelos compartían la mayoría de los componentes mecánicos, incluido el motor de ocho cilindros en línea de 160 HP.
Después de 1942, Packard se concentró en el nuevo estilo Clipper, desarrollado para un sedán de clase alta el año anterior. Hasta 1947 se produjeron coches con las denominaciones Super Clipper y Custom Super Clipper, en la tradición del One-Sixty y del One-Eighty. Después de una serie de mejoras estéticas, se eliminó la denominación Clipper. El Super Eight One-Eighty se convirtió en el Custom Eight, mientras que su hermano de menor precio, el Super Eight One-Sixty, una vez más se convirtió simplemente en el Super Eight. Los Clipper Custom Super Eight y Custom Eight eran parientes muy cercanos de sus respectivos modelos Super, que se distinguían exteriormente por la falta de una rejilla del radiador y por una pequeña moldura trasera cromada situada debajo de la tapa del maletero en los Super. En 1949, se agregó a la línea un nuevo modelo, el Super Eight Deluxe. Este automóvil también tenía la rejilla tipo huevera del Custom Eight, pero no la moldura trasera.
Toda la gama de automóviles de Packard se renombró para el año 1951 (vigésima cuarta serie), cuando el Super Eight pasó a llamarse Packard 400.

## Galería

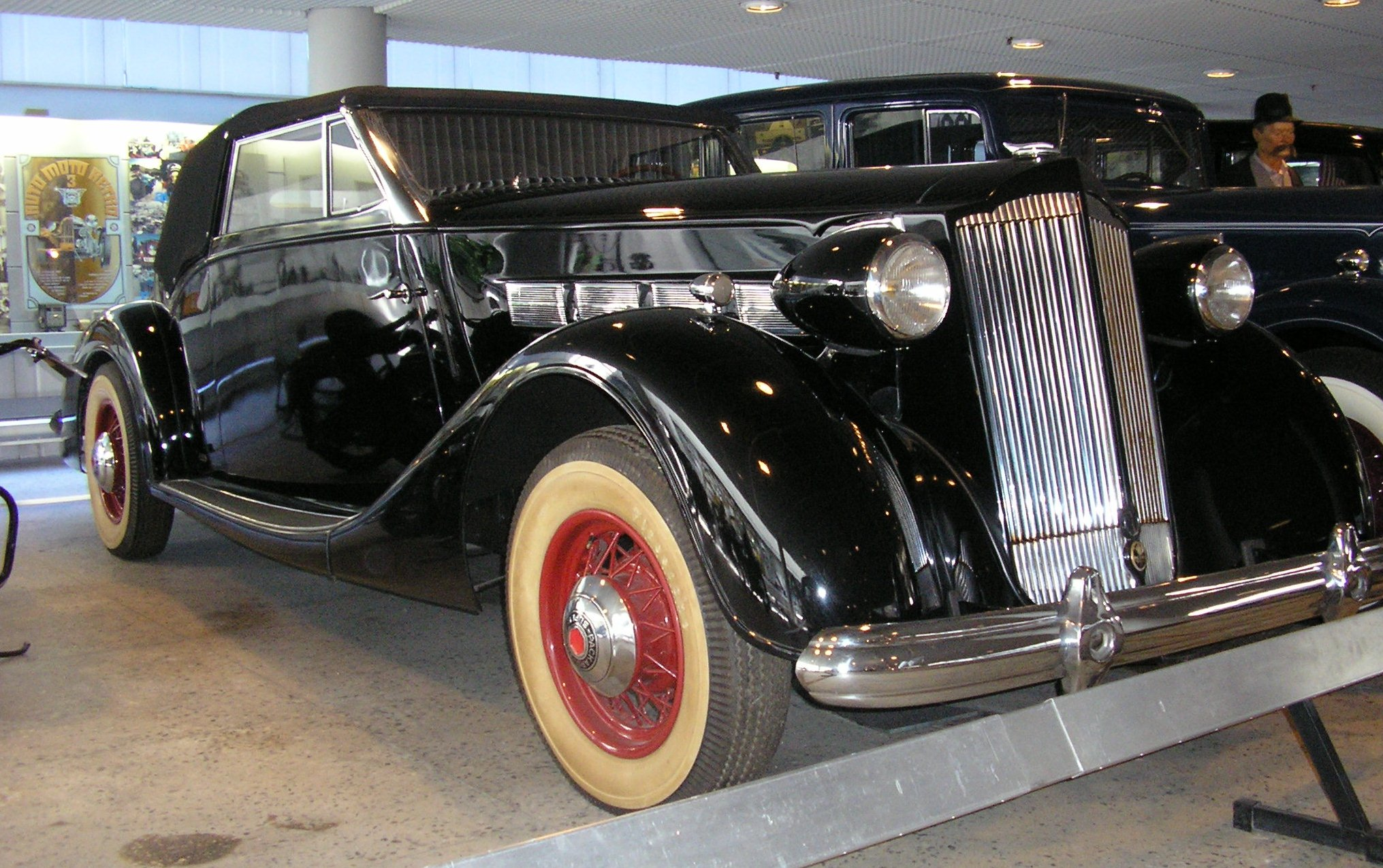
Packard Super Eight Convertible Sedan (modelo 1502), que perteneció a Carlos II de Rumania (1937)
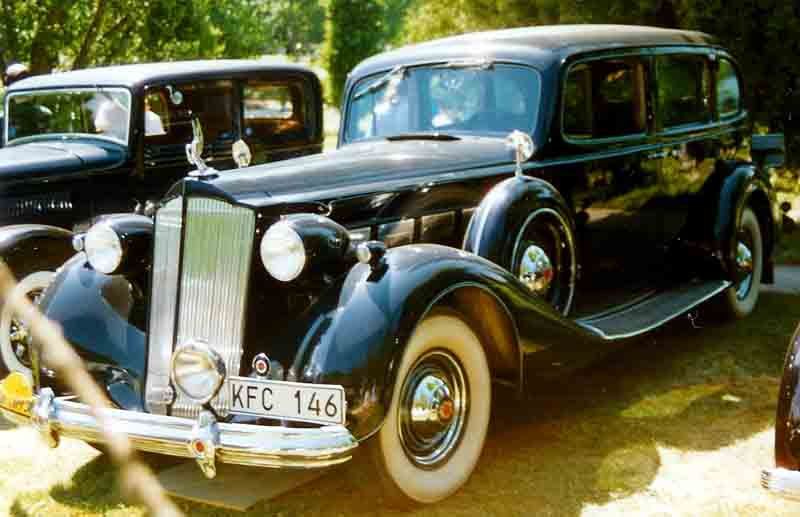
Packard Super Eight Touring Limusina (modelo 1502) de 1937
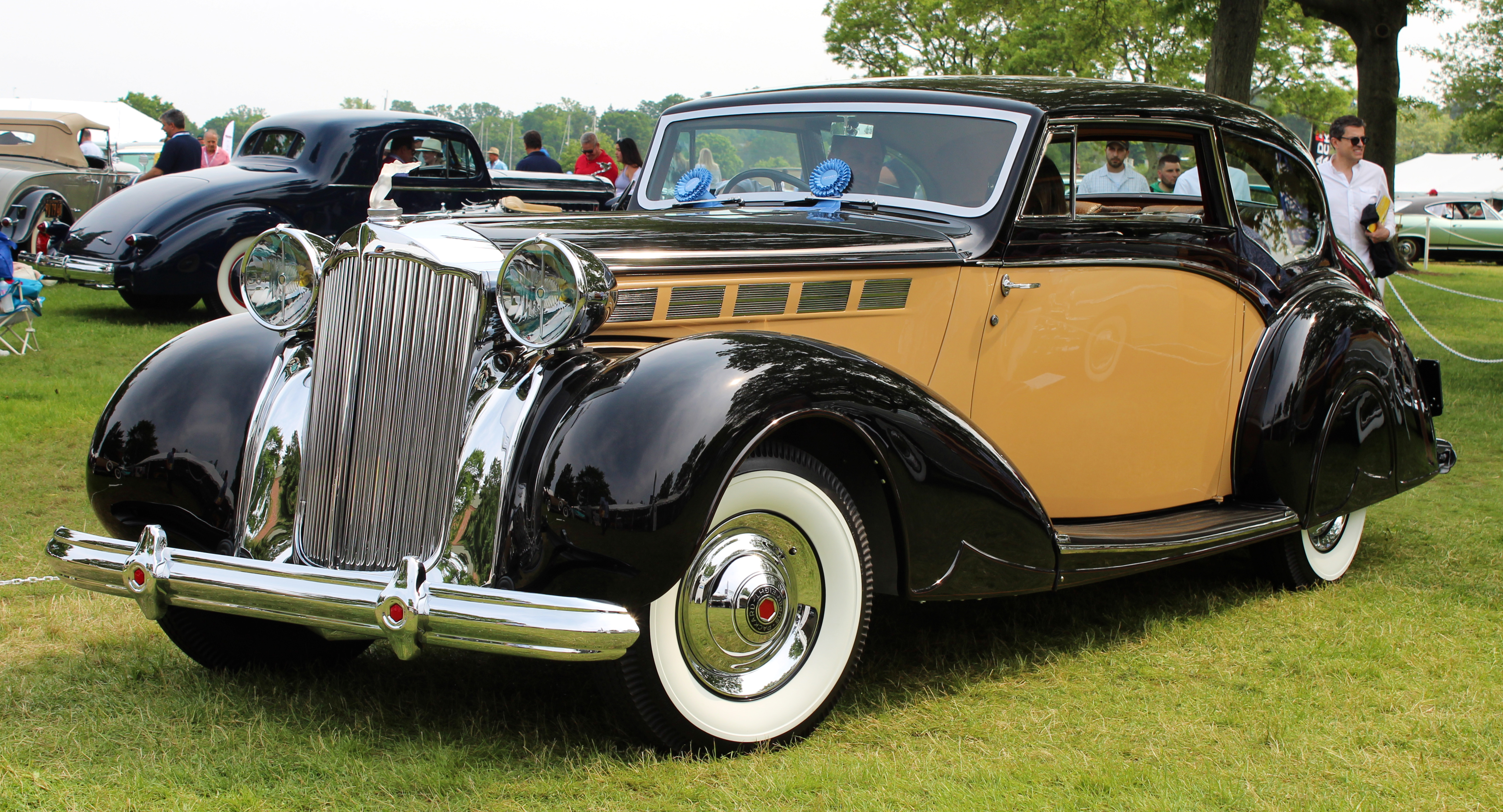
Packard 1604 Super Eight Mayfair Cupé (1938)
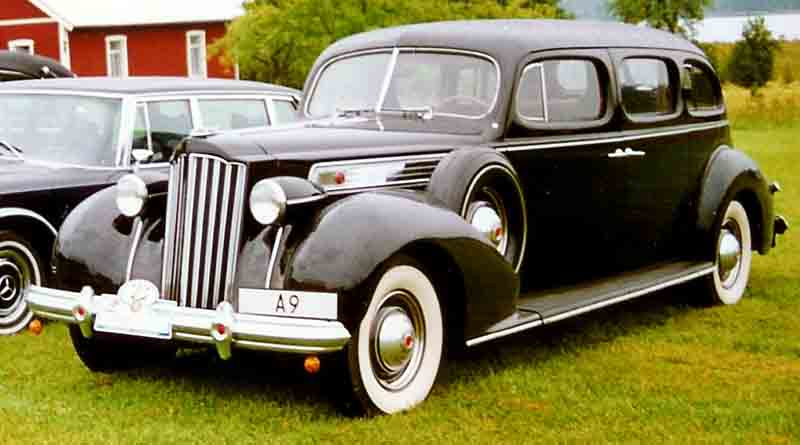
Packard Super Eight 1270 Touring Limusina (modelo 1705) de 1939
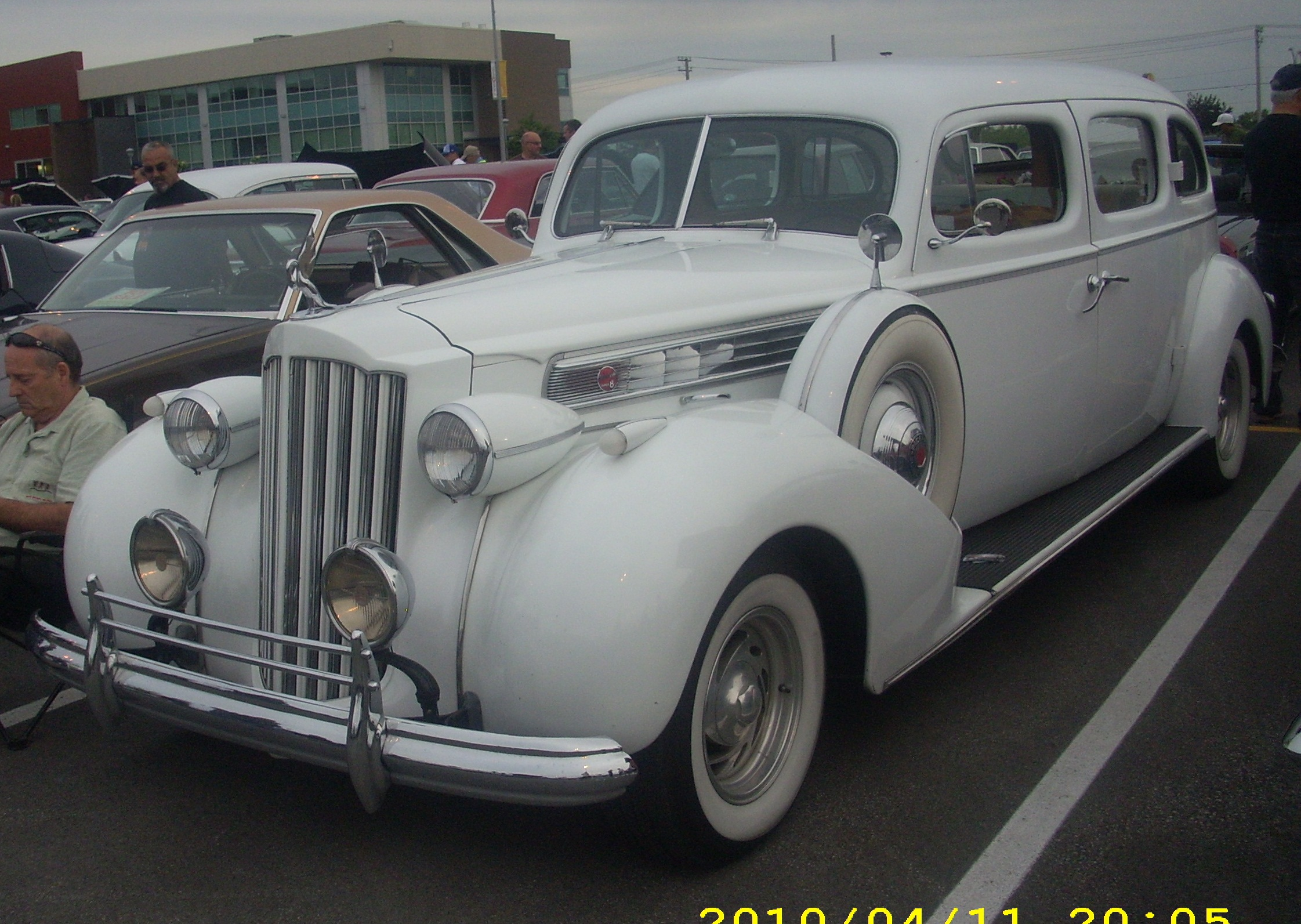
Packard Seventeenth Series Super Eight Touring Limusina (1939)
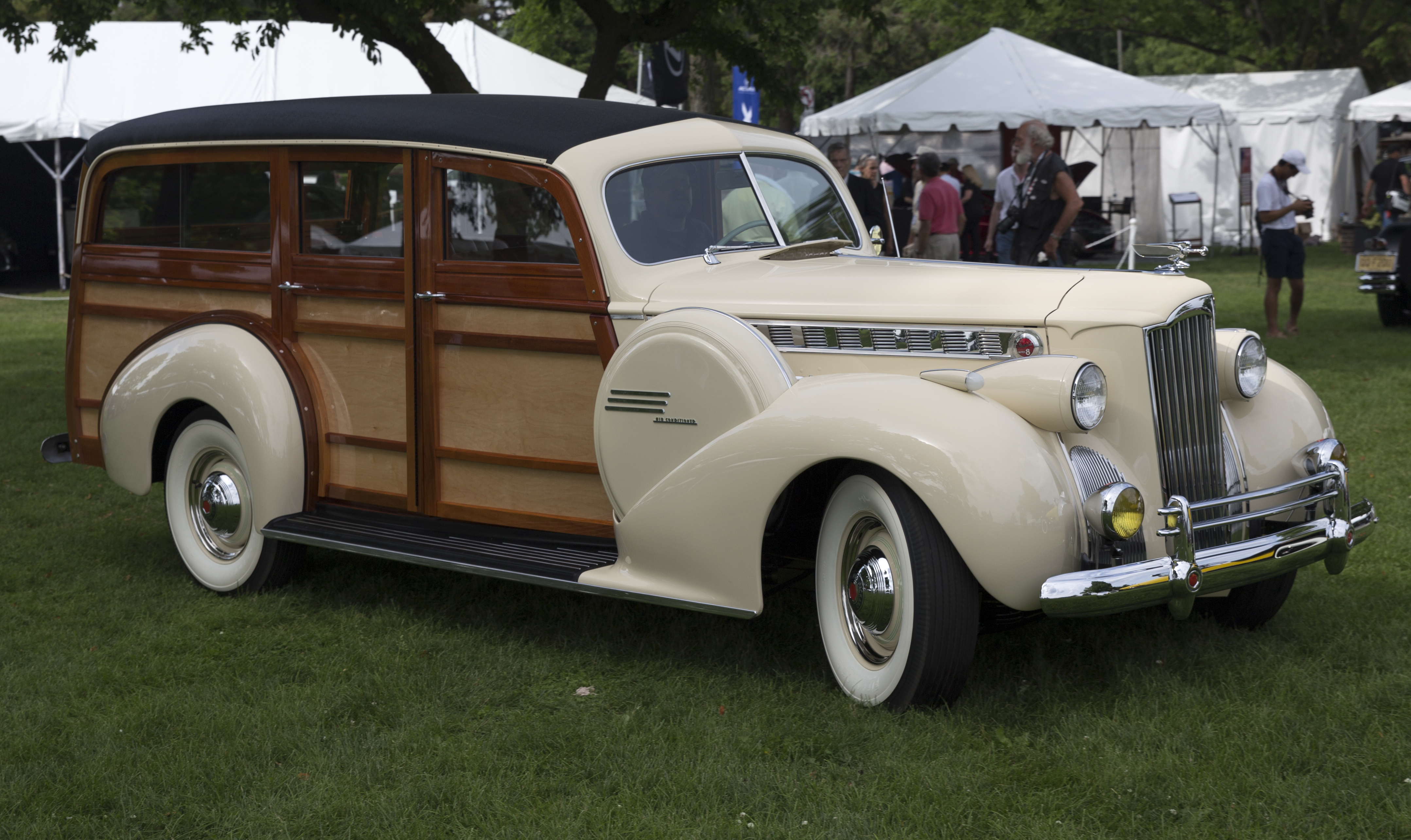
Packard Eighteenth Series Super Eight One-Sixty Familiar (1940)
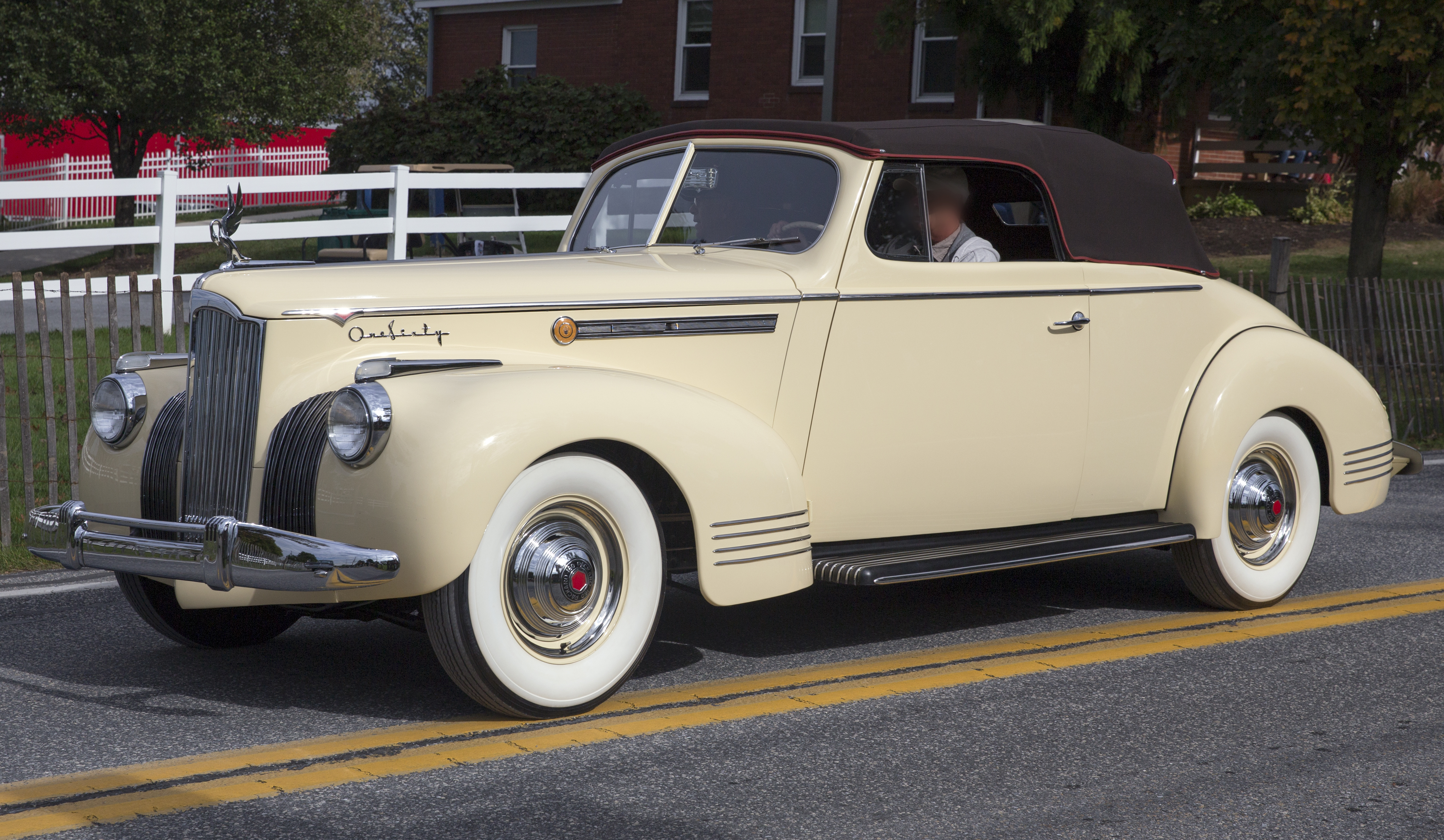
Packard Super Eight One-Sixty Convertible Cupé (19ª serie) (1941)
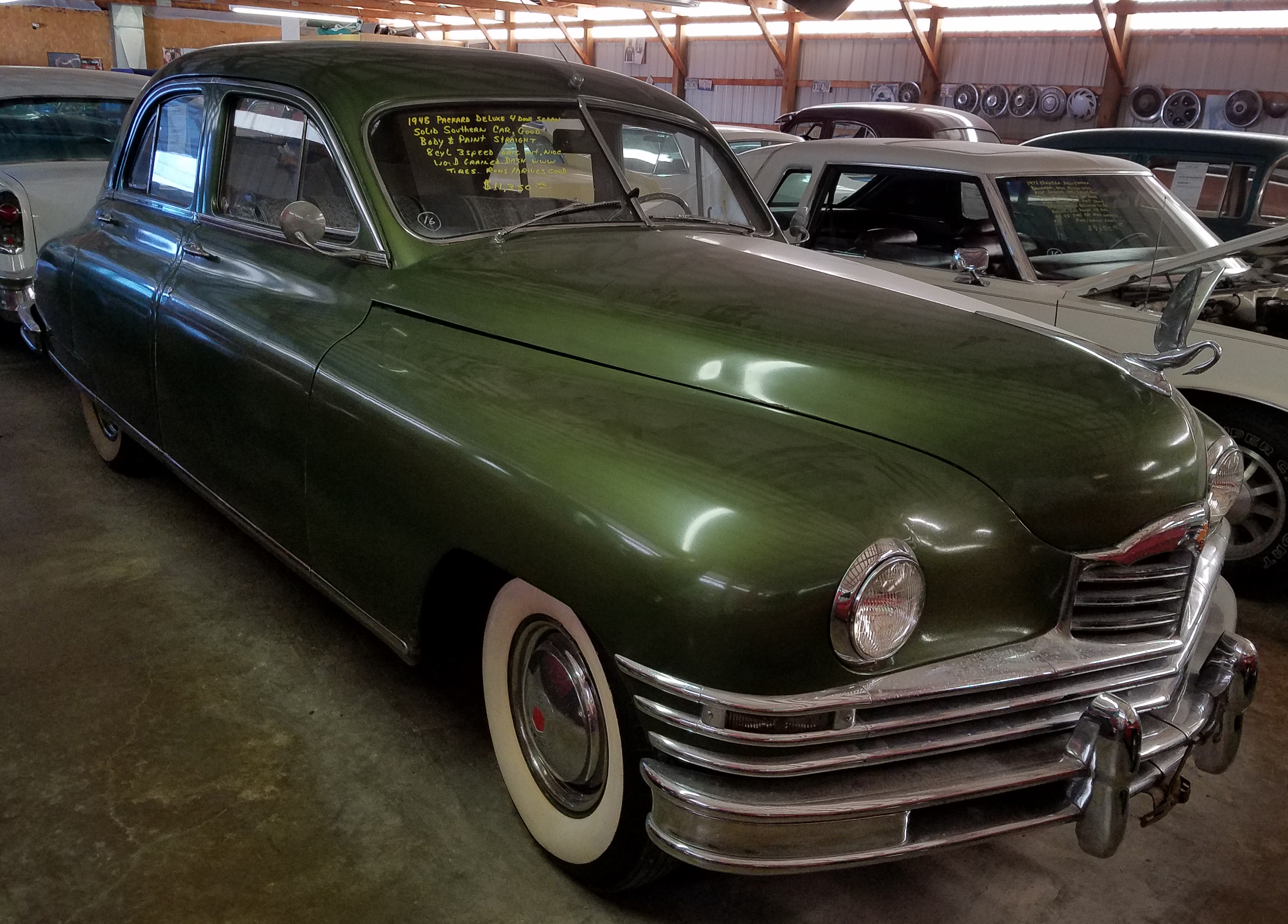
Packard Super Eight Deluxe 4-Puertas Sedán (1948)
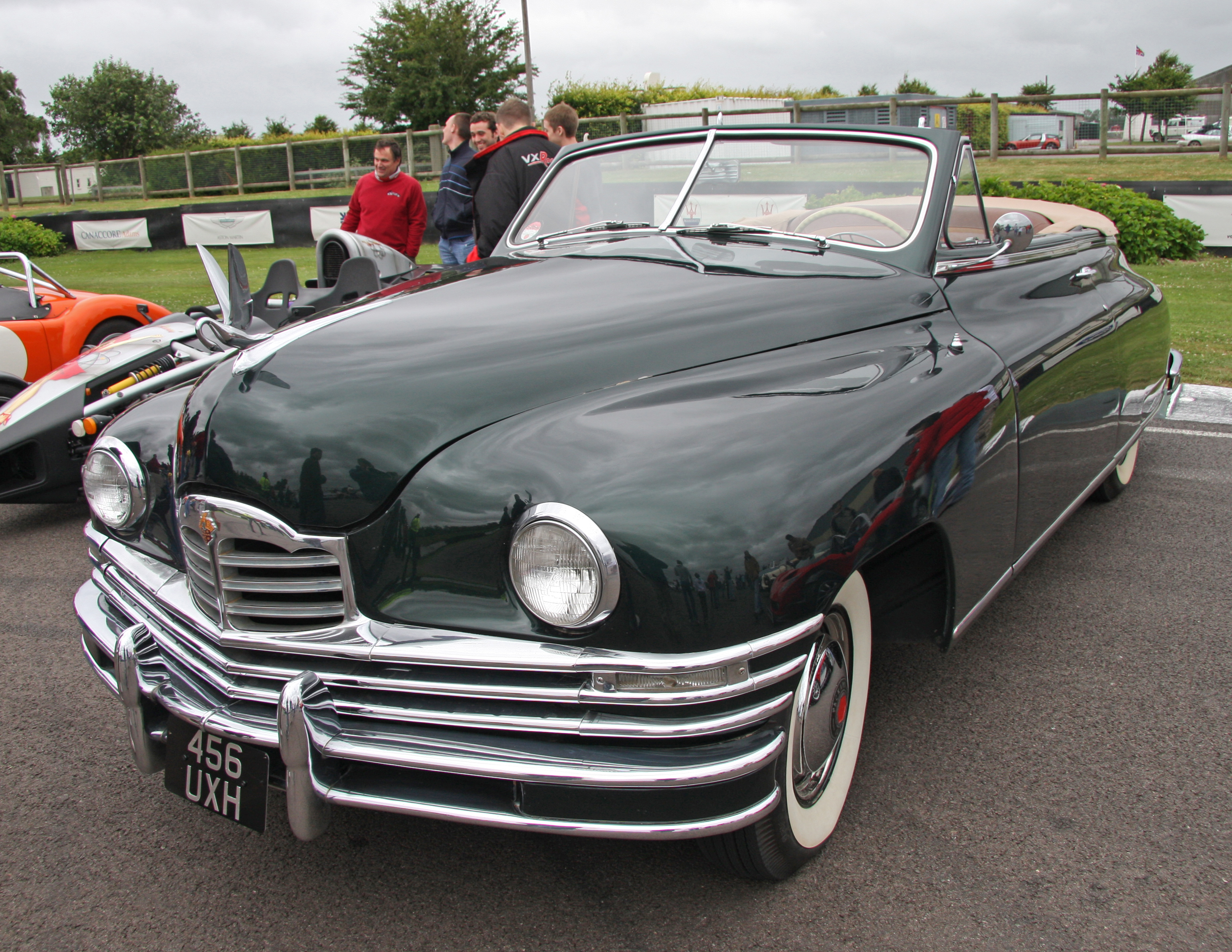
Packard Super Eight Convertible (1949)